# Eberhard Voigt
Eberhard Voigt (* 5. Januar 1938 in Magdeburg) ist ein deutscher Industrie-Designer.

## Leben und Werk
Der Vater Voigts war Ingenieur. Dessen Vater war Baumeister. Er entwarf u. a. Holzbrücken im Magdeburger Stadtpark Rotehorn. Voigts Mutter war Näherin. Voigt besuchte in Magdeburg die Oberschule. Nach dem Abitur absolvierte er von 1956 bis 1958 eine Lehre als Bankkaufmann. Danach arbeitete er als Hilfsschlosser im Kraftwerk Magdeburg-Rothensee. 1959 begann er an der Hochschule für bildende und angewandte Kunst in Berlin-Weißensee ein Studium in der Abteilung Bühnenbild. Er wechselte aber schon im ersten Studienjahr zu Rudi Högner in die Industrielle Formgestaltung. 1964 erwarb er das Diplom. Die Diplomarbeit umfasste zwei von der Vereinigung Volkseigener Betriebe (VVB) Nagema Dresden entwickelte Maschinen. Danach arbeitete Voigt bis 1965 als Formgestalter im Wissenschaftlich-Technischen Zentrum von Nagema in Berlin. Von 1965 bis zu Strukturveränderungen 1968 war er wissenschaftlicher Mitarbeiter im Zentralinstitut für Gestaltung in Berlin. Er erhielt in dieser Zeit Kontakt zu bedeutenden Formgestaltern und Architekten und lernte von ihnen.
Von 1968 bis 1982 leitete Voigt als Nachfolger von Horst Oehlke in Berlin die Abteilung Formgestaltung und Ingenieur-Psychologie am Institut für Regelungstechnik der VVB Regelungstechnik, Gerätebau und Optik. Von 1982 bis 1985 war er Chefgestalter im Zentrum für Forschung und Technologie des Kombinats VEB Elektro-Apparate-Werke Berlin-Treptow „Friedrich Ebert“ und von 1986 bis 1990 im Kombinat Nagema. Dafür wurde ihm von der Abteilung Kultur des Magistrats ein Atelier am heutigen Hackeschen Markt zugewiesen.
Voigt war bis 1990 Mitglied des Verbands Bildender Künstler der DDR und dort von 1974 bis 1978 Stellvertretender Vorsitzender des Bezirksverbands Berlin. Von 1975 bis 1982 war er Mitglied des Beirates für Stadtgestaltung und Bildende Kunst beim Magistrat von Berlin und von 1979 bis 1983 der Arbeitsgruppe zur Erarbeitung eines Rahmenlehrprogramms für die Designausbildung an technischen Fachrichtungen beim Ministerium für das Hoch- und Fachschulwesen. Von 1988 bis 1990 gehörte er der Fachjury Wissenschaftliche Geräte und Maschinen für das Leipziger Messeamt an. Von 1978 bis 1990 übte Voigt Lehrtätigkeiten an der Technischen Hochschule Karl-Marx-Stadt und der Fachschule für Maschinenbau Bautzen sowie in der Kammer der Technik aus.
Mehrere von Voigt designte Maschinen und Anlagen erhielten Produktauszeichnungen und wurden als Patent, Gebrauchs-, Geschmacks- bzw. als Industriemuster anerkannt.
Nach der deutschen Wiedervereinigung wurde das Kombinat Nagema aufgelöst und Voigt in die Arbeitslosigkeit entlassen. Voigt erzählte, dass bundesdeutsche Unternehmen sich vorwiegend für die Kundenkartei und Immobilien des Kombinats interessierten. Voigt ging gezwungenermaßen in die Selbständigkeit und war kurze Zeit Mitglied des Verbands Deutscher Industrie-Designer. Er betätigte sich in Berlin und Dresden als selbständiger Designberater und -Manager und arbeitete in letztlich erfolglosen Neugründungen und in einer zeitlich befristeten ABM-Maßnahme. 1990 gehörte er zu den Gründern des Designzentrums Dresden. Von 1990 bis 1992 war er Projektleiter im Ingenieurbüro für Nahrungsgütertechnik Dresden und in der Maschinen- und Anlagen GmbH Dresden und von 1992 bis 1994 im Ingenieurbüro für Spezialmesstechnik Berlin. Nach erneuter Arbeitslosigkeit ging er 1999 in die Altersrente, was er als „Zwangsverrentung“ sah.

## Teilnahme an zentralen und wichtigen regionalen Ausstellungen in der DDR (unvollständig)
- ab 1967: Ausstellungen des Amts für industrielle Formgestaltung in Warschau, Sofia, Moskau, Bukarest, Prag, Budapest und Magdeburg
- 1967/1968, 1977/1978, 1982/1983 und 1987/1988: Dresden, VI. Deutsche Kunstausstellung und VIII. bis X. Kunstausstellung der DDR
- 1976 und 1979: Berlin, Bezirkskunstausstellungen Kunsthandwerk/Design